# Sonoda Takuma
Takuma Sonoda (薗田 卓馬 Sonoda Takuma, sinh ngày 14 tháng 6 năm 1993) là một cầu thủ bóng đá người Nhật Bản thi đấu cho Tokushima Vortis.

## Thống kê câu lạc bộ
Cập nhật đến ngày 23 tháng 2 năm 2018.
| Thành tích câu lạc bộ | Thành tích câu lạc bộ | Thành tích câu lạc bộ | Giải vô địch | Giải vô địch | Cúp                   | Cúp                   | Tổng cộng | Tổng cộng |
| Mùa giải              | Câu lạc bộ            | Giải vô địch          | Số trận      | Bàn thắng    | Số trận               | Bàn thắng             | Số trận   | Bàn thắng |
| Nhật Bản              | Nhật Bản              | Nhật Bản              | Giải vô địch | Giải vô địch | Cúp Hoàng đế Nhật Bản | Cúp Hoàng đế Nhật Bản | Tổng cộng | Tổng cộng |
| --------------------- | --------------------- | --------------------- | ------------ | ------------ | --------------------- | --------------------- | --------- | --------- |
| 2016                  | Azul Claro Numazu     | JFL                   | 30           | 12           | –                     | –                     | 30        | 12        |
| 2017                  | Azul Claro Numazu     | J3 League             | 32           | 19           | 2                     | 1                     | 34        | 20        |
| Tổng                  | Tổng                  | Tổng                  | 62           | 31           | 2                     | 1                     | 64        | 32        |